# Иоасаф (Миткевич)
Епи́скоп Иоа́саф (в миру Иван Миткевич или Меткевич; 1724, Козелец — 30 июня 1763, Ахтырка) — епископ Русской православной церкви, епископ Белгородский и Обоянский (1758—1763).

## Биография
Родился в 1724 году в семье священника города Козелец. Обучался в Киево-Могилянской академии, был учеником Симеона Тодорского.
В октябре 1740 года трудами архиепископа Амвросия (Юшкевича) была учреждена Новгородская духовная семинария, и в начале 1741 года по приглашению архиепископа Амвросия вместе с другом Иосифом Ямницким был переведён из Киева в Новгород.
С 1748 года — префект Новгородской духовной семинарии.
С 1750 года — ректор Новгородской духовной семинарии и архимандрит Рождество-Богородицкого Антониева монастыря. В 1754 году по прошению уволен от учительства, но остался ректором и присутствующим в консистории.
10 февраля 1756 года переведён архимандритом Хутынского Спасо-Варлаамиева монастыря.
17 апреля назначен, 21 апреля наречён и 26 апреля 1758 года хиротонисан во епископа Белгородского и Обоянского.
При первом же знакомстве с епархией епископ Иоасаф обратил внимание на низкий уровень образования духовенства. Некоторые священники не умели даже грамотно читать. Невежественных и неспособных священников он лишал не только места, но и священного сана. Однако в связи с большими затруднениями в подборе образованного духовенства преосвященный Иоасаф разрешил принимать на священнические места лиц, хотя и не получивших специального образования, но умевших читать, писать и петь. А для обеспечения в будущем церквей епархии образованным духовенством епископ Иоасаф дал указание прислать из всех духовных правлений для обучения в Харьковском коллегиуме детей церковнослужителей от 7 до 15 лет.
Стремясь повысить религиозно-нравственный уровень своей паствы, преосвященный Иоасаф давал указания священникам ежемесячно проповедовать в храмах слово Божие, а в воскресные и праздничные дни обучать Закону Божию и основным молитвам, как было установлено ещё его предшественником святителем Иоасафом (Горленко).
В период служения епископа Иоасафа в Белгороде среди народа распространился обычай бракосочетания малолетних женихов с великовозрастными невестами. Это зло обратило на себя внимание правительства. Стремясь пресечь совершение таких браков, епископ Иоасаф запретил священникам в подобных случаях совершать венчание, а за нарушение предписания грозил лишением сана и вечным заточением. Под угрозой тяжких наказаний он воспрещал и насильственные венчания без взаимного согласия жениха и невесты.
Применяя строгие наказания к духовенству за проступки против должности, преосвященный Иоасаф всегда вставал на защиту его в случаях обид и оскорблений, наносимых духовенству различными лицами.
По поручению Святейшего Синода епископ Иоасаф исправлял Четьи-Минеи святителя Димитрия Ростовского для третьего издания 1754 года и Киево-Печерский Патерик 1759 года.
Заботился преосвященный Иоасаф и об ограждении духовенства от притеснений консисторских чиновников. По его распоряжению, за взяточничество с духовенства применялись телесные наказания. Преследуя взяточничество среди чиновников, епископ Иоасаф, как выяснилось после его смерти, сам не был полностью чист от этого порока. По его указанию с духовенства собирались деньги при выдаче ставленных грамот и передавались ему. Кроме того, после смерти преосвященного Иоасафа выявился ряд его долгов.
Скончался 30 июня 1763 года от паралича при обозрении своей епархии, находясь в этот момент в Троицком Ахтырском монастыре.
Тело его было погребено в Белгородской соборной церкви.